# Prvić
Prvić es una pequeña isla en la parte croata del mar Adriático. Está situada en el archipiélago de Šibenik, a media milla de tierra firme, en las cercanías de Vodice. Toda la isla está bajo la protección del Ministerio de Cultura de Croacia ya que la isla es considerada un patrimonio cultural.
El nombre de la isla se deriva posiblemente de Prvin, el nombre del dios precristiano de la primavera croata. La otra teoría dice que el nombre deriva del hecho de que Prvić es la primera ("Prvi") isla del continente en el archipiélago de Šibenik.